# Ecuador en los Juegos Parapanamericanos de 2015
La delegación de Ecuador que participó en los Juegos Parapanamericanos de 2015 terminó en el puesto 12 del medallero al conseguir en total 5 medallas, 1 de oro y 4 de bronce.
Ronny Santos, ganó la única medalla de oro para su país en salto largo categoría T20 con una marca de 6,49 metros, registro con el que logró su clasificación a los Juegos Paralímpicos de Río de Janeiro 2016.